# Іж Планета
Іж Плане́́та — дорожний мотоцикл середнього класу, призначений для поїздок по дорогах з різним типом покриття.
Випускався Іжевським машинобудівним заводом з 1962 по 1967 рік. Всього випущено 405 303 мотоциклів. Поклав початок серії мотоциклів «Іж Планета» — «Іж Планета-7», останній мотоцикл якої («Іж Планета-7») був випущений в 2008 році.

## Історія
На базі мотоцикла «Іж-56» 1962 освоєно виробництво мотоцикла «Іж Планета». Екіпажна частина цієї моделі була максимально уніфікована з «Іж Юпітер». Гарантійний пробіг «Іж-Планети» в порівнянні з «Іж-56» виріс на 2000 км, а термін служби деталей циліндро-поршневої групи збільшено в півтора рази завдяки застосуванню контактно-олійного повітроочисника. Мотоцикл відрізнявся від попередника новим бензобаком, легкозйомним сідлом, глушниками. Замість штампованого переднього і заднього крила застосовані штамповано-зварні.

## Конструкція
На мотоциклі встановлений одноциліндровий, двотактовий двигун повітряного охолодження із зворотньо-петельною двоструменевою продувкою, з приготуванням робочої суміші в карбюраторі і займанням її в циліндрі від електричної іскри. Колінчастий вал — збірний, пресований. Картер — блокового типу. У передній частині знаходиться кривошипна камера, в задній розміщена коробка передач. Картер складається з двох половин з розніманням по середній поздовжній площині. Педаль ніжного перемикання передач і педаль кікстартера розташовані з лівого боку картера коробки передач.

## Модернізації
«Іж Планета» послужив початком цілої серії мотоциклів:
- «Іж Планета-2» (1965—1975 рр..) — підвищено потужність двигуна до 15,5 к.с. Замість штампованих сталевих маточин коліс застосовані литі з алюмінієвого сплаву.
- «Іж Планета-3» (1970—1977 рр..) — нова форма бензобака, інструментальних ящиків, захисних щитків. Більш потужний двигун (18 к.с.), більш високе кермо, покращена посадку. Вперше на мотоциклах Іж встановлені покажчики поворотів. Моделі був присвоєний Державний знак якості СРСР.
- «Іж Планета Спорт» (1973—1984 рр..) — дорожній мотоцикл середнього класу, призначений для туристичних і спортивних поїздок автошляхами із різним покриттям на одного або кількох пасажирів.
- «Іж Планета 3-01» (1977—1981 рр..)
- «Іж Планета 3-02» (1981—1985 рр..)
- «Іж Планета-4» (1983—1987 рр..) — інші зовнішні форми. Застосована система електроустаткування із трифазним стоватним генератором змінного струму з напругою 12 вольт. Збільшений хід передньої вилки, поліпшена підвіска заднього колеса. Переднє крило циркульного типу (неглибоке). Встановлені перемикачі нової конструкції, для управління всіма приладами без відриву рук від керма, замок запалювання автомобільного типу та протиугінний пристрій. З'явилася кнопка «аварійного запуску», що замикає обмотку збудження генератора на масу повз реле напруги.
- «Іж Планета-5» (1987—2008 рр..) — отримав значно оновлену зовнішність: бензобак, облицювання і приладовий щиток. З'явилася можливість використовувати при їзді габаритні вогні. У 90-х був модернізований і отримав індекс 5-01.На ньому була застосована безконтактна система запалювання, система роздільного змащення (на частині тиражу), механізм вижиму зчеплення кулачкового типу, повітряний фільтр збільшеного об'єму, інша педаль гальма, кришки картера мали іншу форму та інші зміни.
- «Іж Планета-6» — мотоцикл з екіпажною частиною від «Іж Планета-5» і двотактовим одноциліндровим двигуном із роздільною системою змащення і рідинним охолодженням. Розмір циліндра та поршня взята з Іж Планета Спорт, а в іншому з Іж Планета-5. Серійно не випускався. Було зібрано кілька мотоциклів, що проходили випробування і зібрано близько 20 двигунів, 3 з них були з п'ятиступеневою коробкою передач. Один мотоцикл був з оригінальним пластиковим корпусом.
- «Іж Планета-7» (ІЖ 5.103) — мотоцикл з екіпажною частиною від «Іж Планета-5» та 4-х тактовим 1-циліндровим двигуном робочим об'ємом двигуна 249 см³.